# Giacomo Fornoni
Giacomo Fornoni (n. 26 decembrie 1939, Gromo, Lombardia, Regatul Italiei – d. 26 septembrie 2016, Rogeno, Lombardia, Italia) a fost un ciclist de performanță ce a reprezentat Italia, medaliat olimpic. A participat la o ediție a Jocurilor Olimpice (1960) în care a câștigat o medalie de aur.

## Participări
Lista de mai jos prezintă principalele competiții la care a participat Giacomo Fornoni de-a lungul carierei.
- Ciclismo ai Giochi della XVII Olimpiade - Cronometro a squadre[*]